# Iszkaszentgyörgy
Iszkaszentgyörgy is een plaats (község) en gemeente in het Hongaarse comitaat Fejér. Iszkaszentgyörgy telt 1884 inwoners (2001).